# تاكاشي أزوما
تاكاشي أزوما (باليابانية: 東孝؛ بالكانا: あずま たかし) هو لاعب كاراتيه ياباني، ولد في 22 مايو 1949 في كيسين-نوما في اليابان.